# Ego Mikitas
Ego Mikitas (russisch Эго Микитас, griechisch Εγώ Μίκτας; * 1968 in der Sowjetunion) ist ein russischer Schauspieler, Theaterproduzent, Synchronsprecher und ein Model.

## Leben
Mikitas wurde 1968 in der Sowjetunion als Sohn einer griechischstämmigen Familie geboren, wo er auch aufwuchs. Nach seiner Schulzeit diente er einige Jahre in der sowjetischen Armee als Sergeant der Spezialeinsatzkräfte. Er machte seinen Master als Fernsehjournalist, promovierte als Jurist und gründete später sein eigenes Theater Twins, in dem er seine eigene künstlerisch-produzierende Karriere startete. Er agierte als Produzent zahlreicher Shows und Theateraufführungen. Aufgrund der politischen Situation in Russland verließ er das Land und emigrierte in die USA. Er ist Vater von vier Kindern. Neben Russisch und Englisch spricht er Usbekisch. Der 1,95 Meter große Mikitas wird wegen seiner Statur und seiner Gesichtszüge häufig als Antagonist gecastet, fühlt sich laut eigenen Aussagen in Rollen eines verletzlichen und sensiblen Charakters allerdings wohler.
2015 übernahm er eine Nebenrolle in dem Spielfilm No Escape. Weitere Erfahrungen als Schauspieler sammelte Mikitas in einer Reihe von Kurz- und Low-Budget-Filmen. 2018 war er als Antagonist Captain Ivanov im Tierhorrorfilm Megalodon – Die Bestie aus der Tiefe zu sehen. 2018 wirkte er an der Seite von Steven Seagal im Actionfilm Gnadenlose Jagd mit, wo ihm seine Kenntnisse in Kampfkünsten hilfreich waren. Er übernahm 2019 in den Fernsehserien The OA und Huge in France in je zwei Episoden Charakterrollen. Es folgten 2019 eine Nebenrolle in Jumanji: The Next Level und 2020 in Birds of Prey: The Emancipation of Harley Quinn. 2020 übernahm er außerdem eine Episodenrolle in Westworld sowie eine Nebenrolle als russischer Terrorist in Airliner Sky Battle. 2021 folgte eine Episodenrolle in Magnum P.I. sowie 2022 eine der Hauptrollen im Mockbuster Shark Side of the Moon, wo er erneut einen Russen verkörperte.

## Filmografie (Auswahl)
- 2009: Wasted Land (Fumô chitai/不毛地帯, Fernsehserie, Episode 1x01)
- 2015: No Escape
- 2016: Genre (Kurzfilm)
- 2016: A Gift
- 2017: God Wars
- 2017: Chalard games goeng
- 2017: Six from the Pocket
- 2017: Troy: The Odyssey
- 2017: Bullet Ballet
- 2017: Playing Dirty (Fernsehserie)
- 2018: Fire of love (Kurzfilm)
- 2018: Time Travelers (Kurzfilm)
- 2018: Megalodon – Die Bestie aus der Tiefe (Megalodon, Fernsehfilm)
- 2018: Bad Agents
- 2018: Gnadenlose Jagd (Attrition)
- 2018: Marriage Material (Kurzfilm)
- 2018: Nazi Overlord
- 2018: Hello Au Revoir
- 2018: Phenoms (Fernsehserie, Episode 1x14)
- 2018–2019: Jimmy Kimmel Live! (Fernsehsendung, 3 Episoden)
- 2019: Admit One (Fernsehserie, Episode 1x02)
- 2019: Broke House Hunters (Miniserie, 1x01)
- 2019: L’immortale
- 2019: The OA (Fernsehserie, 2 Episoden)
- 2019: Agent 008 FLASH Mission Escape (Kurzfilm)
- 2019: Huge in France (Fernsehserie, 2 Episoden)
- 2019: In The Dark (Kurzfilm)
- 2019: Deadwood – Der Film (Deadwood)
- 2019: Verotika
- 2019: Joywave -Obsession (Kurzfilm)
- 2019: Jumanji: The Next Level
- 2020: Birds of Prey: The Emancipation of Harley Quinn
- 2020: Perdon (Kurzfilm)
- 2020: Westworld (Fernsehserie, Episode 3x05)
- 2020: Bad Luck (Kurzfilm)
- 2020: Airliner Sky Battle
- 2020: Interview with the Antichrist
- 2020: Quarantino
- 2021: My American Family (Fernsehserie)
- 2021: The Gingerweed Man
- 2021: The Beach Club
- 2021: Magnum P.I. (Fernsehserie, Episode 3x16)
- 2021: Anja of Croatia (Kurzfilm, Sprechrolle)
- 2021: Death Rider in the House of Vampires
- 2021: The Handler
- 2021: Hello Au Revoir
- 2021: The Blacklist (Fernsehserie, Episode 9x05)
- 2021: Shock Docs (Fernsehdokuserie, Episode 1x09)
- 2021: Jesters Paradise (Kurzfilm)
- 2021: Almost Pretty
- 2021–2022: Modern Kungfu (Fernsehserie)
- 2022: Legends of Tomorrow (Fernsehserie, Episode 7x08)
- 2022: Loren & Rose
- 2022: Blowback – Time for Payback (Blowback)
- 2022: Bullet Train
- 2022: Shark Side of the Moon
- 2022: Thank you (Kurzfilm)
- 2023: Closure Cafe (Kurzfilm)